# Katerînivka, Lebedîn
Katerînivka (în ucraineană Катеринівка) este localitatea de reședință a comunei Katerînivka din raionul Lebedîn, regiunea Sumî, Ucraina.

## Demografie
Componența lingvistică a localității Katerînivka
     Ucraineană (96,23%)
     Rusă (3,35%)
     Alte limbi (0,42%)
Conform recensământului din 2001, majoritatea populației localității Katerînivka era vorbitoare de ucraineană (96,23%), existând în minoritate și vorbitori de rusă (3,35%).